# This Was
1968. október 25-én jelent meg a Jethro Tull bemutatkozó albuma, a This Was. A felvételek költsége mindössze 1200 angol font volt; szemmel láthatóan (füllel hallhatóan) egy amatőr zenekar kísérlete volt arra, hogy a híres rockzenekarok méltó kortársává váljon. Bizonyára van, aki szerint az album csak a rock történetének kutatóit érdekli. Ennek ellenére néhány dalban megmutatkozik az a fajta leleményesség, mely későbbi munkáikra lesz jellemző. Az album jó kritikákat kapott és nem is fogyott olyan rosszul. A woodstocki fesztiválról készült filmben a "Beggar's Farm" című dalból hallhatók részletek, ami azt jelzi, hogy az USA-ban is felfigyeltek az albumra.
Az albumnak  – főleg az együttes későbbi lemezeihez képest –  R&B-s hangulata van. Ian Anderson néhány dalt együtt írt Mick Abrahamsszel.  
Megjelenése után Mick Abrahams távozott, és megalapította a Blodwyn Pig nevű együttest. Vele együtt a bluesos hangzás is eltűnt a Jethro Tull stílusából.

## Az album dalai
A This Wast 2001-ben újrakeverték és három új dalt tettek rá.
Minden dalt Ian Anderson írt, kivéve, ahol jelölve van.
1. "My Sunday Feeling" – 3:43
2. "Some Day the Sun Won't Shine for You" – 2:49
3. "Beggar's Farm" (Mick Abrahams – Ian Anderson) – 4:19
4. "Move on Along" – 1:58
5. "Serenade to a Cuckoo" (Rahsaan Roland Kirk) – 6:07
6. "Dharma for One" (Ian Anderson – Clive Bunker) – 4:15
7. "It's Breaking Me Up" – 5:04
8. "Cat's Squirrel" (tradicionális, Mick Abrahams feldolgozása) – 5:42
9. "A Song for Jeffrey" – 3:22
10. "Round" (Ian Anderson – Mick Abrahams – Clive Bunker – Glenn Cornick – Terry Ellis) – 1:03
11. "One for John Gee" (Mick Abrahams) – 2:06
12. "Love Story" – 3:06
13. "Christmas Song" – 3:06

## Közreműködők
- Ian Anderson – ének, fuvola, szájharmonika, claghorn (nincs magyar neve), zongora
- Mick Abrahams – gitár, kilenc húros gitár, ének
- Glenn Cornick – basszusgitár
- Clive Bunker – dob, autóduda, mágikus karkötő (az utolsó kettő vicc)

### Produkció
- Victor Gamm – hangmérnök
- Brian Ward – borítókép
- Terry Ellis – producer

## Külső hivatkozások
- Információk a Jethro Tull hivatalos honlapján
- Információk a Progressive World honlapján